# 페르난도 아모레비에타
페르난도 가브리엘 아모레비에타 말다라스(Fernando Gabriel Amorebieta Mardaras, 1985년 3월 29일, 볼리바르 주 (베네수엘라) ~ )는 베네수엘라의 전 축구 선수로, 현역 시절 포지션은 센터백이었다. U-19 당시에는 스페인에서 뛰기도 했으나 성인 국가대표팀에서는 다시 베네수엘라에서 활약했다. 2014년 FIFA 월드컵 남아메리카 지역 예선 2라운드에서 아르헨티나를상대로 골을 넣어 베네수엘라가 아르헨티나를 승리하게 했는데 이것은 베네수엘라 축구 국가대표팀 역사상 처음으로 아르헨티나 축구 국가대표팀을 상대로 거둔 승리였다.

## 클럽 경력
- CD 바스코니아 (2003년~2004년)
- 빌바오 아틀레틱 (2004년~2005년)
- 애슬레틱 클럽 (2005년~2013년)
- 풀럼 (2013년~2016년)
- 미들즈브러 (2015년~2016년) (임대)
- 스포르팅 히혼 (2016년~2017년)

## 대표팀 경력
처음에는 스페인 U-20 국가대표팀(U-20)에 발탁되어, 4경기에 출전하였으나 골을 넣진 못하였다. 그 후 성인대표팀은 베네수엘라를 선택했고 2014년 FIFA 월드컵 남아메리카 지역 예선에서 아르헨티나를 상대로 골을 기록하였다.